# Record dei campionati oceaniani di nuoto
La seguente è una lista dei tempi più veloci mai nuotati nelle varie edizioni dei Campionati oceaniani di nuoto; i record vengono ratificati dall'Oceania Swimming Association. Le competizioni si svolgono in vasca lunga (50 m).
(Dati aggiornati all'edizione di Suva 2016)

## Vasca lunga (50m)

### Uomini
| Gara                     | Tempo    | + | Atleta                                                                                              | Nazionalità        | Data           | Edizione | Luogo                       | Ref   |
| ------------------------ | -------- | - | --------------------------------------------------------------------------------------------------- | ------------------ | -------------- | -------- | --------------------------- | ----- |
| Stile libero             |          |   | |                    |                |          |                             |       |
| 50 m                     | 22"48    | b | Daniel Hunter                                                                                       | Nuova Zelanda      | 24 giugno 2016 | XI       | Suva, Figi                  | [ 1 ] |
| 100 m                    | 49"49    |   | Daniel Hunter                                                                                       | Nuova Zelanda      | 22 giugno 2016 | XI       | Suva, Figi                  | [ 2 ] |
| 200 m                    | 1'48"84  |   | Robert Hurley                                                                                       | Australia          | 5 giugno 2008  | VII      | Christchurch, Nuova Zelanda | [ 3 ] |
| 400 m                    | 3'53"56  |   | Robert Hurley                                                                                       | Australia          | 7 giugno 2008  | VII      | Christchurch, Nuova Zelanda | [ 4 ] |
| 1500 m                   | 15'27"31 |   | Theodore Pasialis                                                                                   | Australia          | 5 giugno 2008  | VII      | Christchurch, Nuova Zelanda | [ 3 ] |
| Dorso                    |          |   | |                    |                |          |                             |       |
| 50 m                     | 25"64    |   | Robert Hurley                                                                                       | Australia          | 6 giugno 2008  | VII      | Christchurch, Nuova Zelanda | [ 5 ] |
| 100 m                    | 54"91    | s | Robert Hurley                                                                                       | Australia          | 8 giugno 2008  | VII      | Christchurch, Nuova Zelanda | [ 6 ] |
| 200 m                    | 2'01"23  |   | Robert Hurley                                                                                       | Australia          | 7 giugno 2008  | VII      | Christchurch, Nuova Zelanda | [ 4 ] |
| Rana                     |          |   | |                    |                |          |                             |       |
| 50 m                     | 28"31    |   | Glenn Snyders                                                                                       | Nuova Zelanda      | 7 giugno 2008  | VII      | Christchurch, Nuova Zelanda | [ 4 ] |
| 100 m                    | 1'02"05  | b | Mark Riley                                                                                          | Australia          | 15 maggio 2004 | V        | Suva, Figi                  |       |
| 200 m                    | 2'15"27  |   | Jeremy Meyer                                                                                        | Australia          | 26 giugno 2010 | VIII     | Apia, Samoa                 | [ 7 ] |
| Farfalla                 |          |   | |                    |                |          |                             |       |
| 50 m                     | 23"98    |   | Corney Swanepoel                                                                                    | Nuova Zelanda      | 5 giugno 2008  | VII      | Christchurch, Nuova Zelanda | [ 3 ] |
| 100 m                    | 52"33    |   | Ryan Pini                                                                                           | Papua Nuova Guinea | 7 giugno 2008  | VII      | Christchurch, Nuova Zelanda | [ 4 ] |
| 200 m                    | 1'58"00  |   | Moss Burmester                                                                                      | Nuova Zelanda      | 5 giugno 2008  | VII      | Christchurch, Nuova Zelanda | [ 3 ] |
| Misti                    |          |   | |                    |                |          |                             |       |
| 200 m                    | 2'01"35  |   | Kenneth To                                                                                          | Australia          | 1º giugno 2012 | IX       | Numea, Nuova Caledonia      | [ 8 ] |
| 400 m                    | 4'21"54  | b | Nathan Capp                                                                                         | Nuova Zelanda      | 21 maggio 2014 | X        | Auckland, Nuova Zelanda     |       |
| Staffette a stile libero |          |   | |                    |                |          |                             |       |
| 4x100 m                  | 3'19"91  |   | Mark Herring (50"31) Orinoco Faamausili-Banse (49"76) William Benson (49"68) Cameron Gibson (50"16) | Nuova Zelanda      | 7 giugno 2008  | VII      | Christchurch, Nuova Zelanda | [ 4 ] |
| 4x200 m                  | 7'25"63  |   | Ryan Napoleon (1'52"10) Reece Turner (1'50"56) Theodore Pasialis (1'52"20) Robert Hurley (1'50"77)  | Australia          | 6 giugno 2008  | VII      | Christchurch, Nuova Zelanda | [ 5 ] |
| Staffetta mista          |          |   | |                    |                |          |                             |       |
| 4x100 m                  | 3'38"62  |   | Daniel Bell (56"04) Glenn Snyders (1'01"01) Corney Swanepoel (51"68) Cameron Gibson (49"89)         | Nuova Zelanda      | 8 giugno 2008  | VII      | Christchurch, Nuova Zelanda | [ 6 ] |

Legenda:  - Record del mondo;  - Record oceaniano

Record non ottenuti in finale: (b) - batteria; (sf) - semifinale; (s) - staffetta prima frazione.

### Donne
| Gara                     | Tempo   | + | Atleta                                                                            | Nazionalità   | Data           | Edizione | Luogo                       | Ref    |
| ------------------------ | ------- | - | --------------------------------------------------------------------------------- | ------------- | -------------- | -------- | --------------------------- | ------ |
| Stile libero             |         |   |                                                                                   |               |                |          |                             |        |
| 50 m                     | 25"41   |   | Ami Matsuo                                                                        | Australia     | 23 maggio 2014 | X        | Auckland, Nuova Zelanda     | [ 9 ]  |
| 100 m                    | 55"18   |   | Ami Matsuo                                                                        | Australia     | 21 maggio 2014 | X        | Auckland, Nuova Zelanda     | [ 10 ] |
| 200 m                    | 2'00"19 |   | Ami Matsuo                                                                        | Australia     | 20 maggio 2014 | X        | Auckland, Nuova Zelanda     | [ 11 ] |
| 400 m                    | 4'10"94 |   | Tamsin Cook                                                                       | Australia     | 22 maggio 2014 | X        | Auckland, Nuova Zelanda     | [ 12 ] |
| 800 m                    | 8'41"17 |   | Sacha Downing                                                                     | Australia     | 23 maggio 2014 | X        | Auckland, Nuova Zelanda     | [ 13 ] |
| Dorso                    |         |   |                                                                                   |               |                |          |                             |        |
| 50 m                     | 28"77   |   | Gabrielle Fa'amausili                                                             | Nuova Zelanda | 21 maggio 2014 | X        | Auckland, Nuova Zelanda     | [ 14 ] |
| 100 m                    | 1'01"10 |   | Elizabeth Coster                                                                  | Nuova Zelanda | 5 giugno 2008  | VII      | Christchurch, Nuova Zelanda | [ 3 ]  |
| 200 m                    | 2'11"03 |   | Melissa Ingram                                                                    | Nuova Zelanda | 7 giugno 2008  | VII      | Christchurch, Nuova Zelanda | [ 4 ]  |
| Rana                     |         |   |                                                                                   |               |                |          |                             |        |
| 50 m                     | 31"66   |   | Lorna Tonks                                                                       | Australia     | 31 maggio 2012 | IX       | Numea, Nuova Caledonia      | [ 15 ] |
| 100 m                    | 1'08"24 |   | Lorna Tonks                                                                       | Australia     | 30 maggio 2012 | IX       | Numea, Nuova Caledonia      | [ 16 ] |
| 200 m                    | 2'26"63 |   | Rebecca Kemp                                                                      | Australia     | 26 giugno 2010 | VIII     | Apia, Samoa                 | [ 7 ]  |
| Farfalla                 |         |   |                                                                                   |               |                |          |                             |        |
| 50 m                     | 26"51   |   | Brianna Throssell                                                                 | Australia     | 20 maggio 2014 | X        | Auckland, Nuova Zelanda     | [ 11 ] |
| 100 m                    | 59"43   |   | Brianna Throssell                                                                 | Australia     | 22 maggio 2014 | X        | Auckland, Nuova Zelanda     | [ 12 ] |
| 200 m                    | 2'09"63 |   | Amy Smith                                                                         | Australia     | 5 giugno 2008  | VII      | Christchurch, Nuova Zelanda | [ 3 ]  |
| Misti                    |         |   |                                                                                   |               |                |          |                             |        |
| 200 m                    | 2'14"74 |   | Helen Norfolk                                                                     | Nuova Zelanda | 8 giugno 2008  | VII      | Christchurch, Nuova Zelanda | [ 6 ]  |
| 400 m                    | 4'47"32 |   | Helen Norfolk                                                                     | Nuova Zelanda | 6 giugno 2008  | VII      | Christchurch, Nuova Zelanda | [ 5 ]  |
| Staffette a stile libero |         |   |                                                                                   |               |                |          |                             |        |
| 4x100 m                  | 3'41"75 |   | C. Gillett (55"91) Ami Matsuo (55"00) S. Jack (55"07) Brianna Throssell (55"77)   | Australia     | 22 maggio 2014 | X        | Auckland, Nuova Zelanda     | [ 17 ] |
| 4x200 m                  | 8'05"12 |   | S. Jack (2'02"86) C. Gillett (2'01"75) Ami Matsuo (2'00"23) Tamsin Cook (2'00"28) | Australia     | 21 maggio 2014 | X        | Auckland, Nuova Zelanda     | [ 18 ] |
| Staffetta mista          |         |   |                                                                                   |               |                |          |                             |        |
| 4x100 m                  | 4'08"92 |   | Jenni O'Neil Rebecca Kemp Madeline Groves Amelia Evatt-Davey                      | Australia     | 26 giugno 2010 | VIII     | Apia, Samoa                 | [ 7 ]  |

Legenda:  - Record del mondo;  - Record oceaniano

Record non ottenuti in finale: (b) - batteria; (sf) - semifinale; (s) - staffetta prima frazione.

### Mista
| Gara                     | Tempo   | + | Atleta                                                                                             | Nazionalità   | Data           | Edizione | Luogo                   | Ref    |
| ------------------------ | ------- | - | -------------------------------------------------------------------------------------------------- | ------------- | -------------- | -------- | ----------------------- | ------ |
| Staffetta a stile libero |         |   | |               |                |          |                         |        |
| 4×100 m                  | 3'32"06 |   | B. Jones (51"31) Ami Matsuo (54"88) Kyle Chalmers (50"84) C. Gillett (55"33)                       | Australia     | 23 maggio 2014 | X        | Auckland, Nuova Zelanda | [ 19 ] |
| Staffetta mista          |         |   | |               |                |          |                         |        |
| 4×100 m                  | 3'54"39 |   | Gabrielle Fa'amausili (1'02"25) Jacob Garrod (1'02"84) Helena Gasson (59"86) Daniel Hunter (49"44) | Nuova Zelanda | 21 giugno 2016 | XI       | Suva, Figi              | [ 20 ] |

Legenda:  - Record del mondo;  - Record oceaniano

Record non ottenuti in finale: (b) - batteria; (sf) - semifinale; (s) - staffetta prima frazione.